# Village au Pied-du-Courant
Le Village au Pied-du-Courant est une plage urbaine et un espace public estivaux situés en bordure du fleuve Saint-Laurent à Montréal, à proximité du parc du Pied-du-Courant. Ouvert en 2014, il est séparé du fleuve par des voies de fret et ouvert uniquement en été. L'espace est réinventé chaque année, avec des propositions soumises durant l'hiver,,,.

## Histoire
Le Village est une initiative de l’organisme Les AmiEs du courant Sainte-Marie, qui avait demandé à La Pépinière espaces collectifs d'animer ce lieu qui sert de dépôt à neige l'hiver et qui avait remplacé l'ancienne usine de la Dominion Oil Cloth,.